# Испанско-сомалийские отношения
Испанско-сомалийские отношения — двусторонние дипломатические отношения между Испанией и Сомали. У Сомали нет посольства в Испании, равно как и у Испании в Сомали, однако посольство Испании в Найроби аккредитовано в Сомали.

## Дипломатические отношения
Испания официально аккредитовала посла в Сомали, проживающего в Найроби.
Весной 2011 года начался период самой сильной засухи за последние 60 лет на Африканском роге. Эта ситуация значительно ухудшилась в районах, контролируемых террористической группировкой «Харакат аш-Шабаб». В августе 2011 года ООН объявила о голоде в 6 округах Сомали, обнаружив, что 3,7 млн человек в стране находятся в опасности, и что 250 000 могут умереть, если не будет оказана немедленная продовольственная помощь.
Испания принимала активное участие в гуманитарных аспектах кризиса и оказывала поддержку, став пятым поставщиком гуманитарных услуг в Сомали в 2010 и 2011 годах благодаря взносам в систему ООН. Вклад Испании в этот кризис в 2011 году составил 25 млн евро. Испания также принимала активное участие в секторе безопасности Сомали, в том числе в операции по борьбе с пиратством в водах близ Сомали, с постоянным присутствием двух кораблей и одного морского патрульного самолёта.
В мае 2015 года и в январе 2016 года Могадишо посетил министр обороны Испании Педро Моренес.

## Экономические отношения
Статистические данные испанской торговли или инвестиций в Сомали отсутствуют. Некоторые испанские рыболовные компании продолжают ловить рыбу в международных водах недалеко от Сомали, промысел тунца особенно прибылен на этой территории. Ожидается, что испанский тунцовый флот снова будет работать на этом промысловом участке, когда будут созданы необходимые правовые условия и условия безопасности на море.

## Сотрудничество
Проекты сотрудничества, которые могут быть профинансированы из средств, согласованных в подписанном между Испанией и Сомали в сентябре 2010 года Меморандуме о взаимопонимании, согласно отчёту находятся на стадии оценки.

## Официальные визиты
В августе 2011 года Государственный секретарь по международному сотрудничеству посетил Могадишо, чтобы узнать о деятельности Мировой продовольственной программы в этом городе и провёл рабочую встречу с представителями правительства. В сентябре 2010 года Президент Сомали Шариф Шейх Ахмед посетил Мадрид для участия в заседаниях Международной контактной группы, а в июле 2014 года министр иностранных дел Сомали Абдирахман Дуале Бейле посетил Мадрид. В мае 2015 года и в январе 2016 года Министр обороны Испании Педро Моренес посетил Могадишо.